# 康维尔880
康维尔880是一款由康维尔研制的窄体四发动机喷气式客机，于1959年首飞，在当时曾被一些航空期刊称为世上速度最快的客机。
康维尔880是康维尔用来与波音707和道格拉斯DC-8等四发喷气式客机竞争的机型。与前两者相比，康维尔880虽然速度更快，但载客量较小，其客舱一排5个座椅的布局亦不受航空公司青睐。同时，与竞争对手波音720相比，康维尔880的价格和运行成本都偏高，因此该机型并未取得商业上的成功，仅在1959年-1962年间生产了65架。

## 发展历程

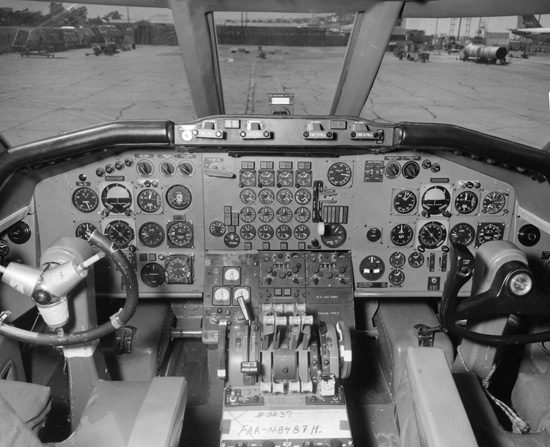
康维尔880的驾驶舱

1956年4月，康维尔开始设计一款中程喷气式客机，以与波音和道格拉斯进行竞争。最初的设计被称为“云雀”（Skylark），后改称“金箭”（Golden Arrow），随后又更名为“康维尔600”，最终定名为“康维尔880”，其中的数字600和880均代表该机型的最高速度（600英里/小时或880英尺/秒，均等同于965千米/小时）。康维尔880采用4台通用电气CJ805涡轮喷气发动机，为F-4战斗机上使用的通用电气J79发动机的民用版。
康维尔880没有制造原型机，首个生产型号为Model 22，于1959年1月27日首飞。该机型的生产只在1959年-1962年持续了3年，之后便因为该机型在商业上表现不佳而关闭了生产线。康维尔880一排只有5个座位，价格较高，且发动机的燃油效率亦比波音707上使用的普惠JT3C发动机要差，因此该机型并未广泛使用，只生产了65架。康维尔在该机型上录得1,85亿美元的亏损。
康维尔880除基本型号外，还有改进型880-M型，之后更发展出机身加长且速度更快的康维尔990。

## 营运历史

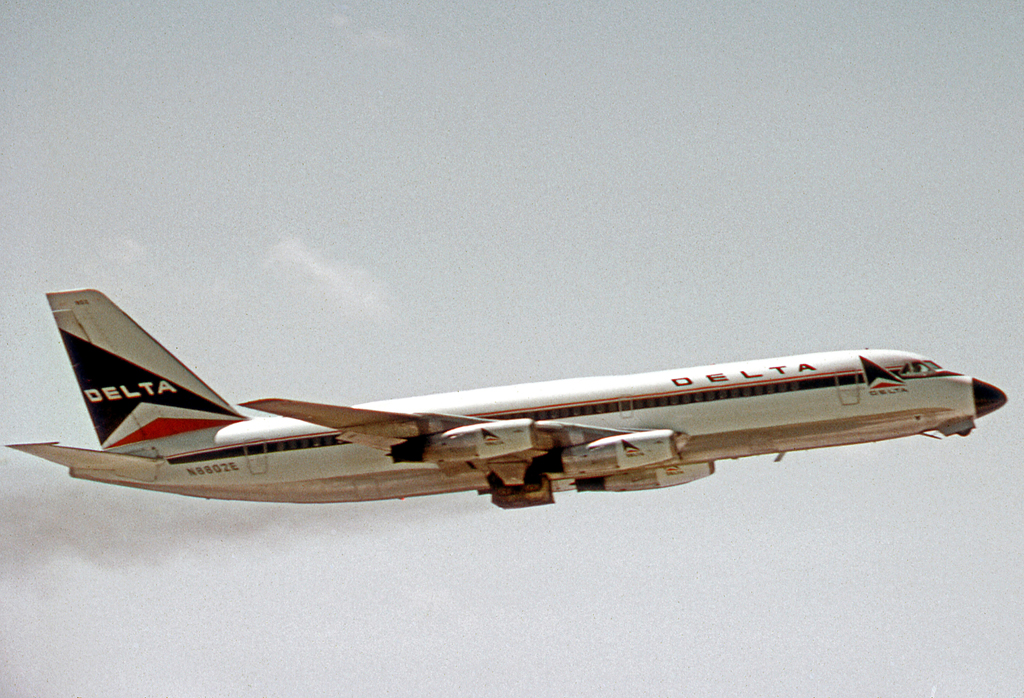
达美航空于1960-1974年间运营过康维尔880

康维尔880于1960年5月开始进行商业飞行，首个用户是达美航空。此外，国泰航空、环球航空、日本航空、民航空运公司、瑞士航空等航空公司均曾使用过康维尔880。

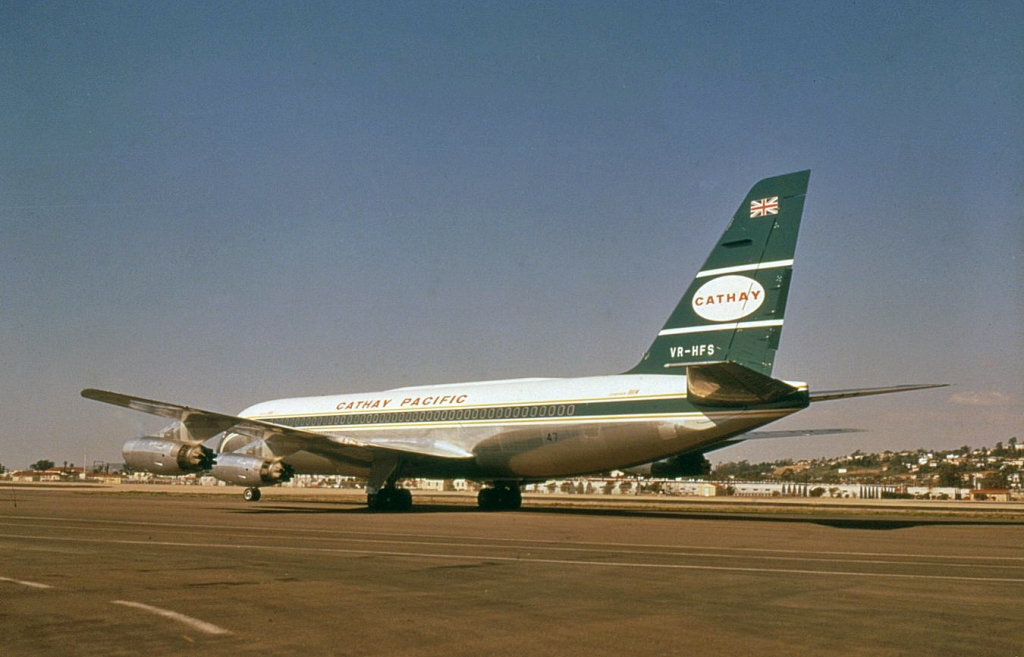
1961年，国泰航空的康维尔880于圣迭戈国际机场

国泰航空于1960年代初决定购入康维尔880，并于1962年接收首架该型客机，为国泰航空首次引入喷气式飞机。至1968年，国泰航空的机队已全数更换为康维尔880，由8架该型客机组成。
摇滚巨星埃尔维斯·普雷斯利亦曾购买过一架康维尔880，以其女儿莉萨·玛丽·普雷斯利的名字命名为“莉萨·玛丽号”，用作自己的私人飞机。

## 主要使用者

### 民用

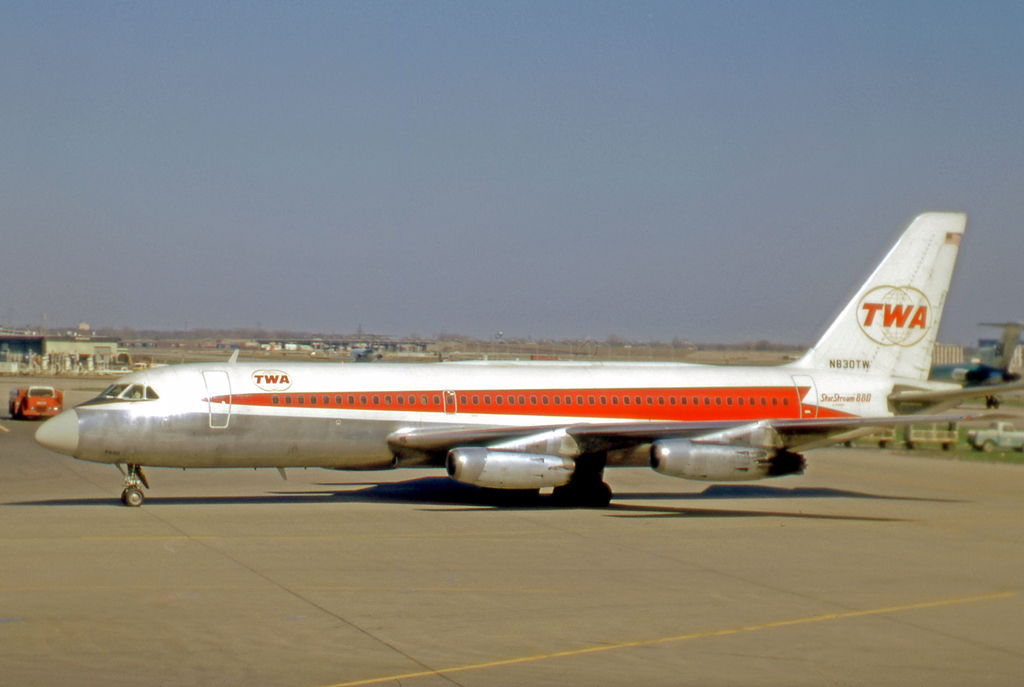
环球航空的康维尔880

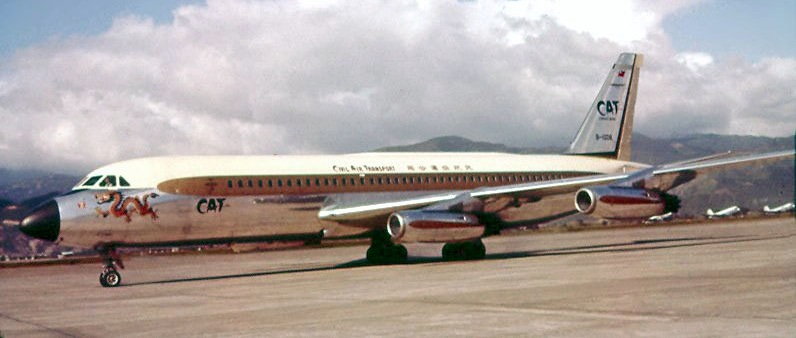
民航空运公司的康维尔880

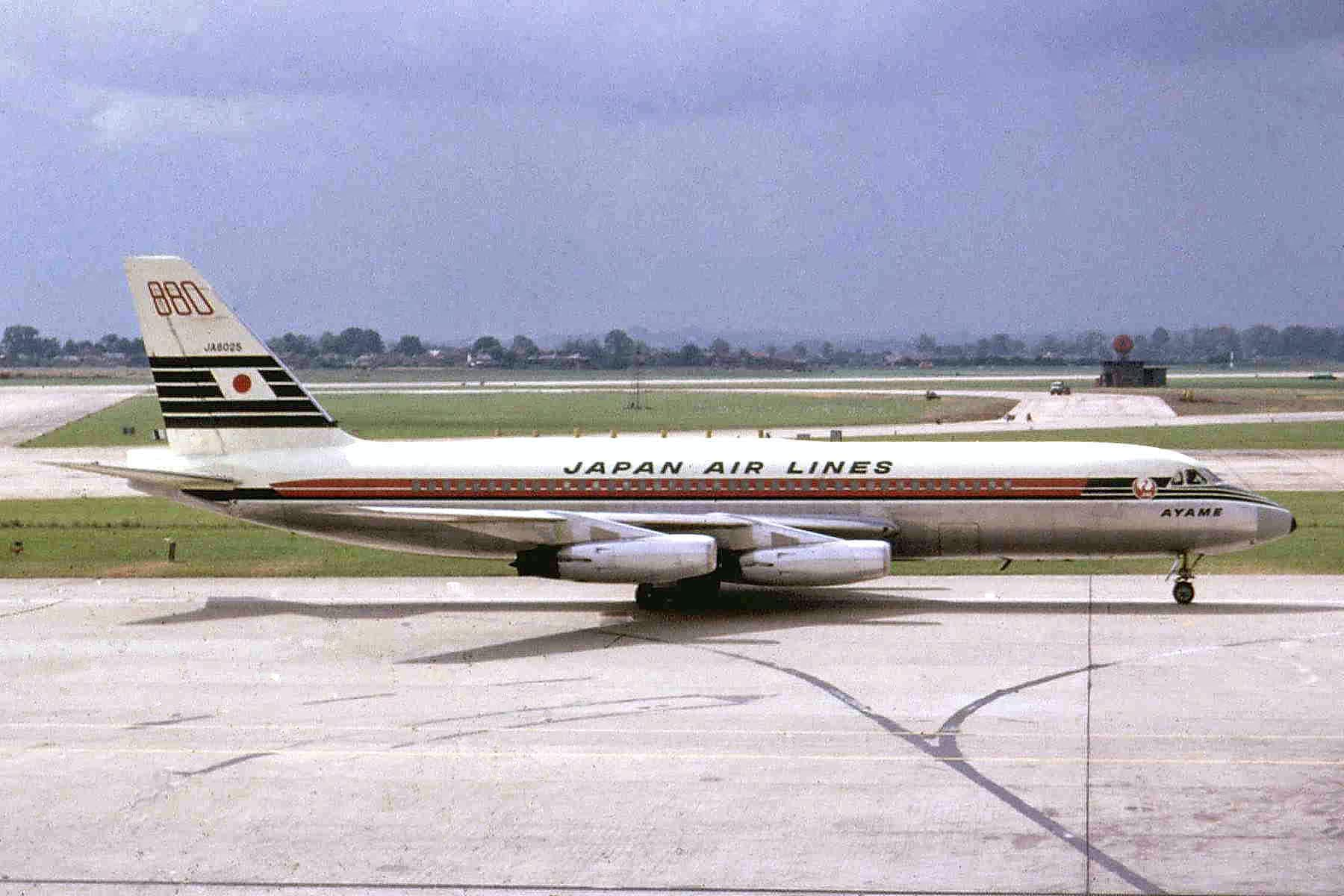
日本航空的康维尔880

- 国泰航空
- 民航空运公司
- 达美航空
- 美国联邦航空管理局
- 休斯工具公司（英语：Hughes Tool Company）
- 日本航空
- 环球航空
- 瑞士航空
- 委内瑞拉国际航空（英语：Viasa）

### 军用

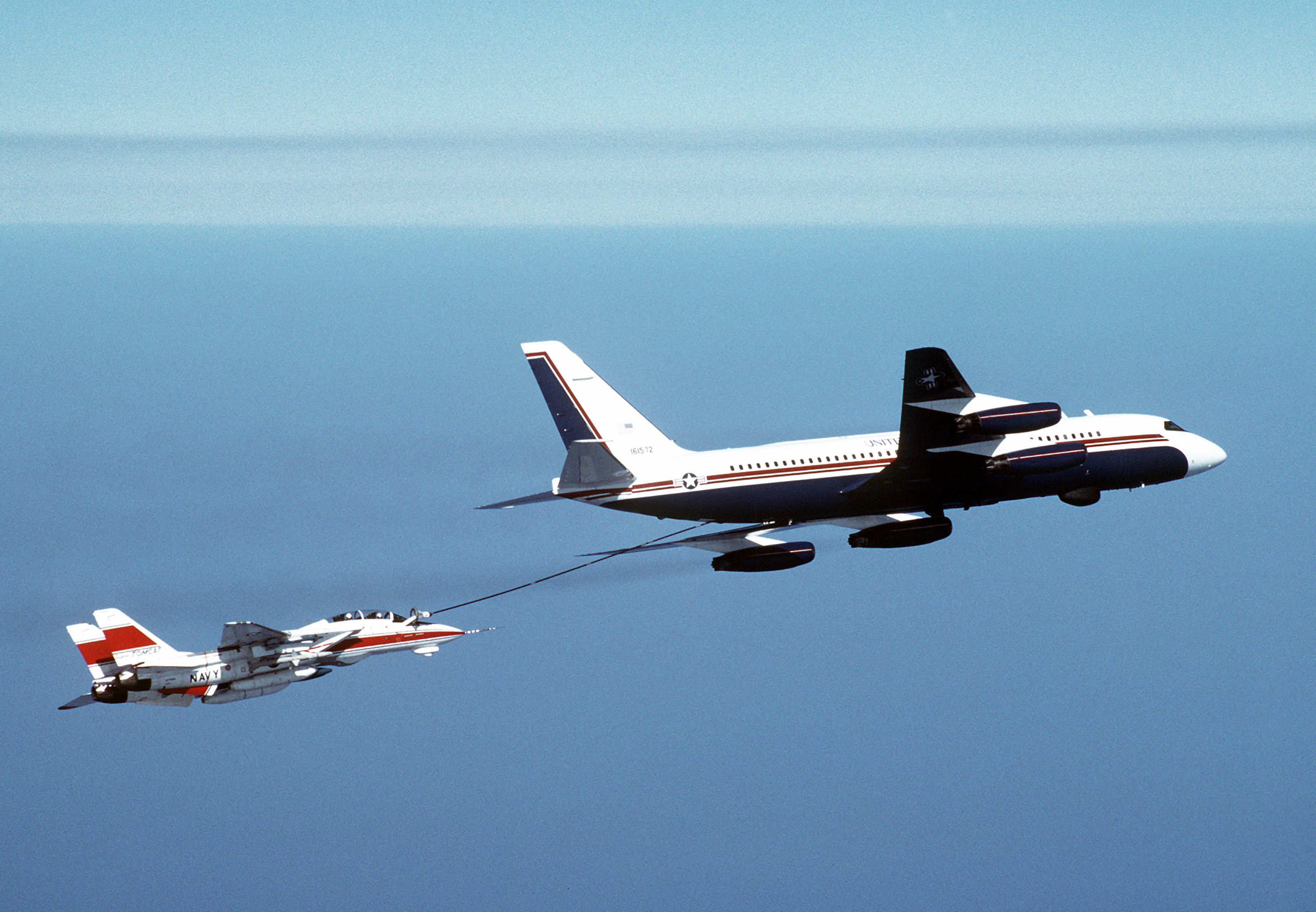
美国海军的UC-880在为一架F-14D战斗机加油

- 美国海军：曾使用一架UC-880作为加油机和测试平台

## 意外事故
康维尔880曾涉及17起事故以及5次劫机。
- 1960年5月23日，达美航空的一架康维尔880（注册编号N8804E）在进行一次训练飞行时于亚特兰大失事，机上4名机组成员遇难[4]。
- 1966年8月26日，日本航空的一架康维尔880（注册编号JA8030）于羽田国际机场起飞时失事，当时该机正在进行一次训练飞行，机上5人遇难[5]。
- 1967年11月5日，国泰航空的一架康维尔880（注册编号VR-HFX）于启德机场起飞时冲出跑道，机上127人中有1人死亡[6]。
- 1967年11月20日，环球航空128号班机于辛辛那堤/北肯塔基国际机场进近时坠毁，机上82人中70人死亡[7]。
- 1969年6月24日，日本航空的一架康维尔880（注册编号JA8028）于华盛顿州格兰特县坠毁，机上5人中3人死亡[8]。
- 1972年6月15日，国泰航空700Z号班机于越南南部上空发生爆炸，机上81人全部遇难[9]。
- 1972年12月20日，一架道格拉斯DC-9客机（注册编号N954N）在奥黑尔国际机场起飞时与达美航空的一架康维尔880（注册编号N8807E）相撞，N8807E机上只有两人受伤，但N954N机上10人死亡，15人受伤[10]。
- 1977年8月20日，一架康维尔880（注册编号N8817E）于哥斯达黎加胡安·圣玛丽亚国际机场起飞时因超载失事，3名机组成员遇难[11]。
- 1980年11月3日，一架康维尔880（注册编号YV-145C）于委内瑞拉迈克蒂亚西蒙·玻利瓦尔国际机场起飞时坠毁，机上4名机组成员遇难[12]。

## 性能规格
参考资料：Jane's All The World's Aircraft 1965–66
基本信息
- 机组：3人
- 容量：110人 / 24,000磅（11,000）
- 長度：129英尺4英寸（39.42）
- 翼展：120英尺0英寸（36.58）
- 高度：36英尺3.75英寸（11.0681）
- 机翼面积：2,000平方英尺（190平方）
- 翼型：'翼根：' NACA 0011-64 (改进型)；翼梢： NACA 0008-64 (改进型)
- 总重：87,400英磅（39,644）Model 22

94,000磅（43,000） Model 22M
- 最大起飛重量：184,500英磅（83,688）Model 22

193,000磅（88,000） Model 22M
- 燃料容量：'Model 22'：10,584 US gal（8,813 imp gal；40,060 l）（内部油箱）； Model 22M：12,538 US gal（10,440 imp gal；47,460 l）（加装可选中央油箱）
- 发动机：4台通用电气CJ805-3（英语：General Electric CJ805）涡轮喷气发动机，每台11,650英磅力（51.8千牛頓）推力Model 22

通用电气CJ805-3B – 每台11,650 lbf（51.8 kN）推力 Model 22M
性能
- 巡航速度：534.5節（615英里每小時；990每小時）22,500英尺（6,900米）高度及最大起飞重量
- 失速速度：105節（121英里每小時；194每小時）at 122,500磅（55,600） Model 22

95.5 kn（109.9 mph；176.9 km/h） at 122,500磅（55,600） Model 22M
- 航程：2,472海里（2,845英里；4,578）（22,500磅（10,200）载重及14,000磅（6,400）储备燃料） Model 22

2,503 nmi（2,880 mi；4,636 km）（24,000磅（11,000）载重及16,000磅（7,300）储备燃料） Model 22M
- 转场航程：2,720海里（3,130英里；5,037）（零载重及14,000磅（6,400）储备燃料） Model 22

2,942 nmi（3,386 mi；5,449 km）（零载重及16,000磅（7,300）储备燃料） Model 22M
- 升限：41,000英尺（12,000）
- 翼载：92.25英磅每平方英尺（450.4每平方）Model 22

96.5磅/sq ft（471/m2） Model 22M

## 相关机型

### 相关发展
- 康维尔990

### 类似机型
- 波音707
- 波音720
- 道格拉斯DC-8